# Anthon van Rappard
Pour les articles homonymes, voir Rappard.
Anthon Gerard Alexander van Rappard, (né le 14 mai 1858 à Zeist aux Pays-Bas - mort le 21 mars 1892 à Santpoort également aux Pays-Bas), est un artiste peintre et dessinateur néerlandais.
Il était un élève de Lawrence Alma-Tadema et un ami et un conseiller de Vincent van Gogh pendant, à peu près, quatre ans. Ce dernier a beaucoup apprécié Anthon van Rappard, entre autres pour son engagement social. Les lettres que Vincent van Gogh lui a écrites font partie des sources principales sur la biographie et le travail de Van Gogh.
Les œuvres de Van Rappard sont rares à cause de sa courte vie. Cependant, ses peintures sont bien cotées sur le marché de l'art.